# Carley C.12

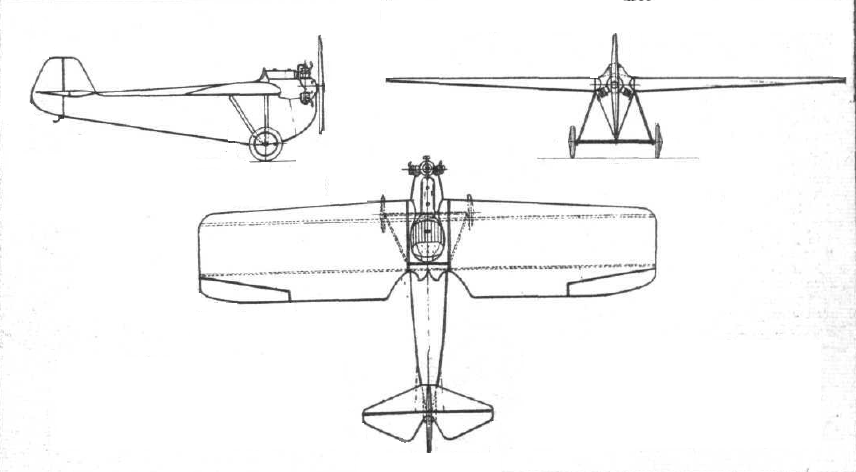
C.12 tekening

De Carley C.12 was een licht schouderdekker eenzitter sportvliegtuig met vrijdragende vleugels. De C.12, een ontwerp van Joop Carley, was geconstrueerd van hout met doekbespanning.
Het door Carley's Aeroplanes gebouwde sportvliegtuig maakte zijn eerste vlucht op vliegveld Waalhaven in juni 1923. De eerste versie was uitgerust met de tweecilinder krachtbron van een Indian Chief motorfiets. Met slechts 10 pk vermogen voldeed de Indian motor niet en deze werd vervangen door een viercilinder Sergant A motor, die echter onbetrouwbaar bleek.
Joop Carley ging vervolgens in zee met Vliegtuig Industrie Holland (VIH), dat wel iets zag in zijn C.12 ‘vliegende fiets’ concept. Er werd een Anzani motor van 20 pk gemonteerd en dit werd de versie C.12a. Later ontwikkelden de VIH constructeurs Van der Kwast en Slot de C.12a door naar de Holland H.2. Door financiële problemen kwam er een einde aan VIH. Het H.2 onwerp ging in 1924 over op vliegtuigfabriek Pander waar het de basis vormde voor het Pander D vliegtuig.

## Varianten
C.12Originele versie met een Indian Chief en later een Sergant motor. Eerste vlucht op 18 juni 1923.
C.12aVersie met nieuwe 20 pk Anzani motor. Eerste vlucht in oktober 1923. Hoofdsteun geïntegreerd in de romp.
Holland H.2Aanzienlijk aangepaste versie van de romp en staartvlak door de constructeurs H. van der Kwast en Theo Slot. Eerste vlucht op 11 juli 1924.
Pander DDoorontwikkelde Holland H-2. Eerste vlucht op 16 november 1924.